# هیدلبرگ (میسیسیپی)
هیدلبرگ (به انگلیسی: Heidelberg) شهرکی در ایالت میسیسیپی کشور ایالات متحده آمریکا است که جمعیت آن در سرشماری سال ۲۰۱۰ میلادی، ۷۱۸
نفر بوده‌است.